# Lamna nasus
El marraix, nas llarg, tauró, tigre de mar  o llúdria (Lamna nasus) és una espècie de tauró que a l'estiu s'apropa molt a la costa fins al punt que arriba a penetrar en platges i ports. Tot i la seua poca abundor, és una espècie comercial. Es pesca amb palangre i es ven, juntament amb el solraig ver, amb el nom d′emperador. Ambdós tenen els mateixos aprofitaments.

## Morfologia
- Cos fusiforme i relativament alt.

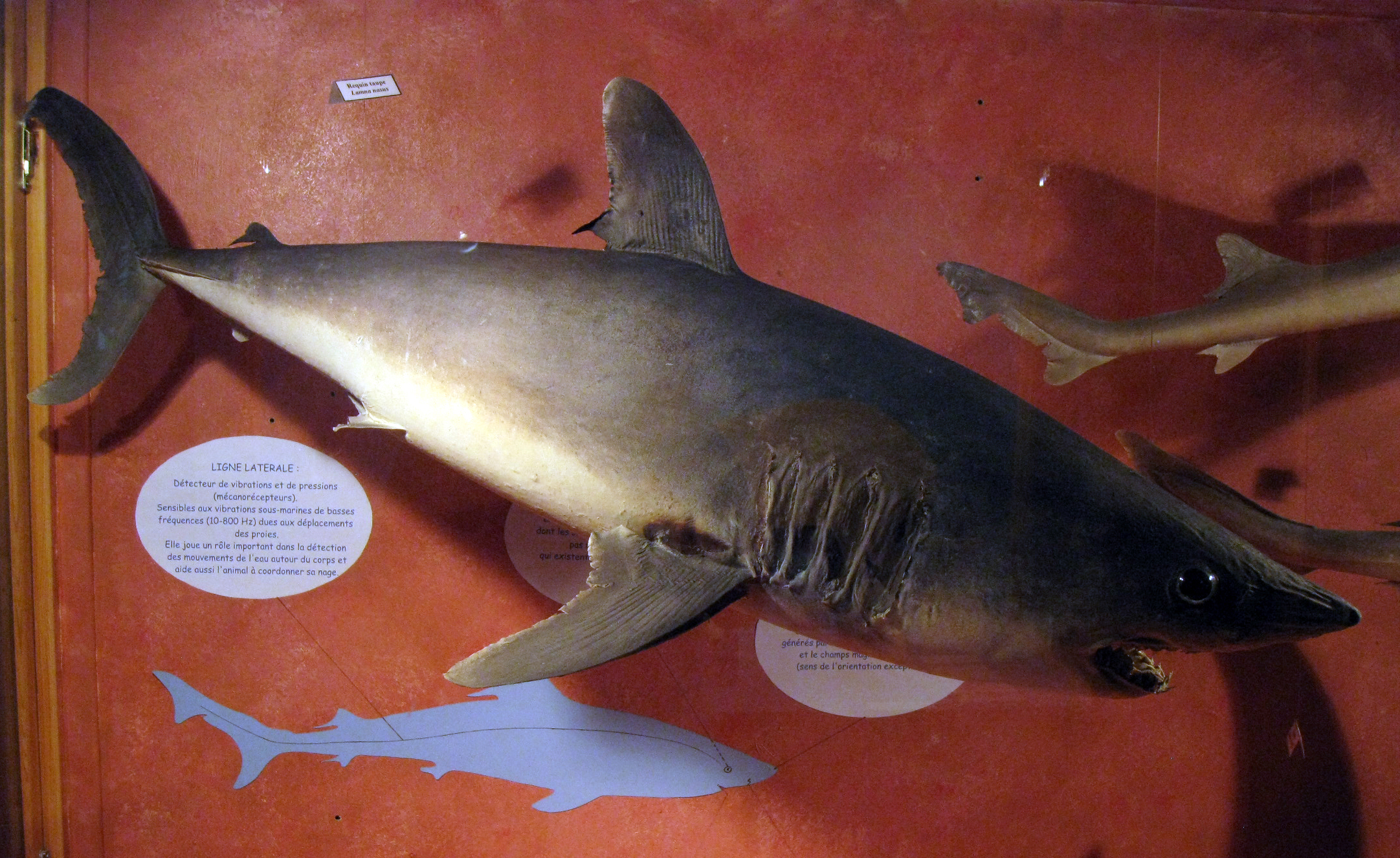
Marraix al Museu d'Història Natural de Perpinyà

- El musell és cònic i una mica arrodonit.
- Dues aletes dorsals; la primera, gran, just per darrere de la inserció de les pectorals; la segona molt més petita, com l'anal.
- L'aleta caudal és semilunar.
- Presenta cinc parells de fenedures branquials per davant de les pectorals.
- Sense membrana nictitant.
- Les dents són iguals a les dues mandíbules, primes, de marge llis i amb dues cúspides secundàries a la base.
- Color blau fosc al dors i blanc o gris a la panxa.
- La seua longitud màxima és de més de 300 cm.
- El mascle és adult entre els 219 i 262 cm, i la femella entre els 152 i 219 cm.

## Ecologia

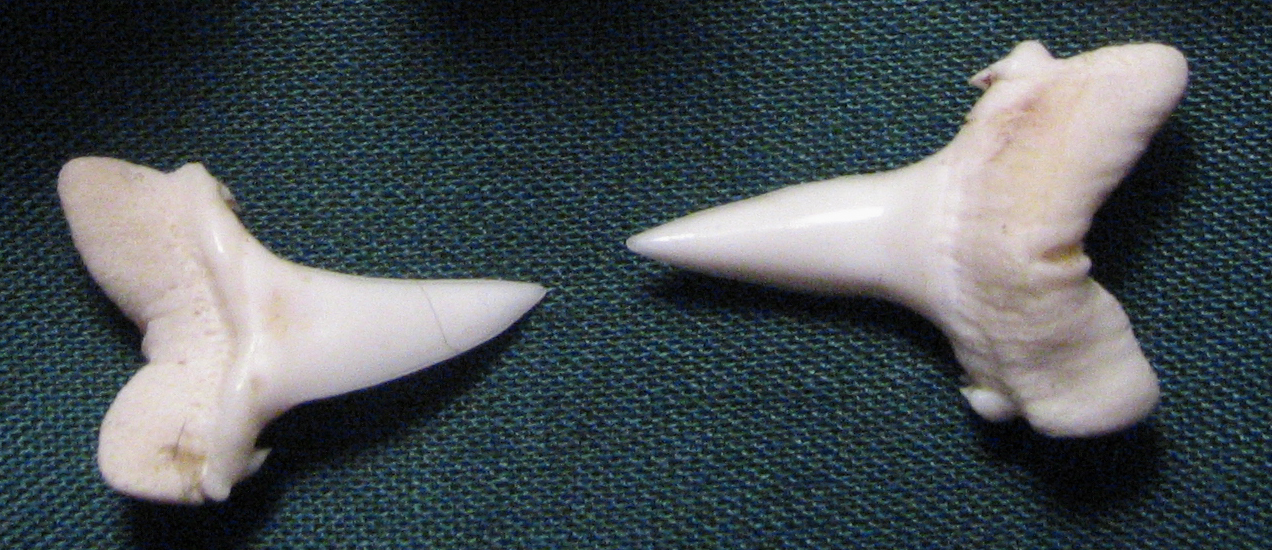
Dents d'un marraix

Excel·lent nedador pelàgic, pot navegar sol o en grups pel litoral costaner. Cerca els corrents d'aigües fredes de menys de 18 °C. A l'estiu s'apropa a les costes nedant per la superfície; a l'hivern s'està més en fondalades d'alta mar. Se'l troba des de la superfície fins a profunditats de 336 m. Presenta segregació poblacional per sexes i edats.
Menja petits peixos pelàgics com la sardina, el seitó, el verat i el sorell. També alguns gàdids, petits taurons i calamars.

És ovovivípar aplacentari. Els embrions practiquen el canibalisme intrauterí. La femella fa ventrades, presumiblement durant tot l'any, d'una a cinc cries entre 60 i 75 cm. Poden viure fins a uns 30 anys, i arriben a la seua maduresa als 5 anys.